# Ondina Pires
Ondina Pires (Portugal, 1961) es una artista de performance, escritora, traductora y música portuguesa, además de una de las pioneras del punk rock de Portugal.

## Trayectoria
La carrera musical de Pires está vinculada a nombres como Pop Dell'Arte, Ezra Pound & A Loucura o Great Lesbian Show. En 1985, se unió a la primera formación de la banda Pop Dell'Arte como batería. Después se convirtió en vocalista de la banda de punk Great Lesbian Show. En 2015, lanzó Cellarius Noisy Machinae junto con el guitarrista portugués Jorge Ferraz. Como parte de este proyecto musical, presentó el espectáculo Frankenstein Revisited, donde combinaba música, vídeo, sombras y poesía.
Además de la música, Pires también ha estado vinculada a la actuación, las artes visuales o la literatura, como escritora y traductora, siempre con una actitud vanguardista hacia todas estas formas de expresión artística.

## Reconocimientos
Pires fue biografiada en la exposición Under-Ventures by Ondina que tuvo lugar entre el 13 y el 17 de julio de 2015 en el Palacio de los Vizcondes de Balsemão en Oporto. También es una de las personas mencionadas en God Save the Queens: Pioneras del Punk, un libro homenaje a las mujeres punk de finales de los 70 nacidas en la península ibérica.
También en 2015, Pires ganó el premio al Mejor Álbum de BD Portugués, en el festival FIBDA (Amadora BD) con Zona de Desconforto, un libro editado por Chili com Carne y del que fue coautora con Amanda Baeza, André Coelho, Cristina Casnellie, Daniel Lopes, David Campos, Francisco Sousa Lobo, José Smith Vargas, Júlia Tovar y Tiago Baptista.

## Obra

### Como escritora
- 2017, Fatima kitsch: a difrent aesthetic, Fronteira do Caos, ISBN 978-989-8647-86-3[12] Es un libro lleno de imágenes de souvenirs y recuerdos de Fátima, la mayor parte procedentes de la colección personal de Ondina.[1] Esta publicación se centra en los aspectos culturales, artísticos y estéticos de la iconografía asociada con el culto a la Virgen de Fátima.[7]
- 2017, Traigor: a cidade submersa, Chiado Editora, ISBN 978-989-774-079-4[13]
- 2014, Victor Gomes: biografia autorizada: juntos outra vez, Carigrafia Lda, ISBN 978-989-20-4979[14]
- 2013, coautora, Zona de desconforto, Associação Chili com Carne, ISBN 978-989-8363-25-1[10]
- 2009, Scorpio rising: transgressão juvenil, anjos do inferno e cinema de vanguarda, Associação Chili Com Carne, ISBN 978-989-95447[15]

### Como traductora
- 2013, Portugal eléctrico!: contracultura rock, 1955-1982 = rock'n'roll counter culture, Groovie Records, ISBN 989-20-4344[16]
- 2012, Inferno, MMMNNNRRRG, ISBN 978-989-97304-5-8[17]
- 2011, Vacuum horror = Aspiração horrófica, MMMNNNRRRG, ISBN 978-989-97304-3-4[18]
- 2011, Boring Europa : seis criativos em digressão por espaços alternativos europeus, LowCCCost, ISBN 978-989-8363-11-4[19]

### Como artista plástica
- 2019, exposición colectiva sobre el surrealismo CVA- Viagens ao mundo do cinema e outras artes.[20]